# Joseph Colombo
Joseph Colombo (New York, 16 giugno 1923 – Newburgh, 1º ottobre 1978) è stato un mafioso statunitense.

## Biografia
Nato a New York City il 16 giugno 1923 da una famiglia di immigrati italiani, suo padre Antonio era anch'esso un mafioso, ucciso tramite strangolamento e ritrovato all'interno della propria macchina nel 1935.
Molto legato e devoto alla dottrina cattolica, entrò a far parte della Famiglia Profaci all'inizio degli anni quaranta, e durante la seconda guerra mondiale prestò servizio nella guardia costiera.

### Carriera criminale
Colombo è stato uno dei più potenti e influenti boss mafiosi degli anni sessanta. Capo della famiglia Profaci, ribattezzata dalle autorità anticrimine Famiglia Colombo, dal 1963 al 1971.
I suoi figli, Anthony e Christopher, sono stati anch'essi complici di attività criminose, soprattutto usura. Prima lavorò al porto occupandosi, per la famiglia, di gioco d'azzardo e prestiti a usura e alla fine degli anni cinquanta venne promosso da soldato a capodecina. Nel 1961 all'interno della famiglia scoppia una faida tra il vecchio boss Profaci e i giovani e ambiziosi Fratelli Gallo. Colombo rimase un fedelissimo di Don Peppino ed infatti, durante gli anni del conflitto, si salvò da un paio di tentati omicidi ordinati da Gallo. Nel 1962 Joe Profaci muore di cause naturali e gli succede, come capo della famiglia, suo cognato Joseph Magliocco, che assieme a Joe Bonanno decidono di uccidere Lucchese, Gambino ed altri boss della commissione che segretamente sostengono i Fratelli Gallo.
Magliocco delega l'organizzazione degli omicidi proprio a Colombo che però andrà a riferire tutto alle vittime designate e così, con il loro supporto e con la morte per cause naturali di Magliocco, nel 1963 Colombo diventa il boss della famiglia. Alla fine degli anni sessanta crea la lega dei diritti civili degli italoamericani. Nell'estate del 1970 l'FBI comincia ad indagare sulle sue attività. Gli altri boss cercano di convincere Colombo a lasciare perdere la lega e di cercare di dare meno nell'occhio ma Colombo, ormai sentendosi sempre più potente, rifiutò.
Nel frattempo Joe Gallo, che si batteva per il controllo della famiglia, uscì dal carcere. Il 28 giugno del 1971 al Columbus Circle di Manhattan, davanti a decine di migliaia di persone, un killer afroamericano di nome Jerome Johnson, spacciandosi per giornalista, si avvicinò a Colombo e gli sparò in pieno petto; il killer a sua volta venne crivellato di pallottole dai figli di Colombo e dai loro uomini.
Quest'attentato fece esplodere di nuovo la guerra contro i Fratelli Gallo, che provocherà 27 omicidi. Colombo resterà in coma fino al giorno della sua morte avvenuta il 1º ottobre del 1978 in un ospedale del New Jersey. I sospetti della polizia ricaddero subito su Joe Gallo, che si pensò avesse ordinato l'omicidio per liberarsi di un pericoloso avversario. Alla guida della famiglia gli succederà Vincenzo Aloi.